# 두 시민 이야기
《두 시민 이야기》(A Tale Of Two Cities)는 미국에서 제작된 잭 콘웨이 감독의 1935년 드라마, 멜로/로맨스 영화이다. 런던과 파리를 배경으로 하는 찰스 디킨스의 1859년 역사 소설 《두 도시 이야기》에 기반을 둔다. 로널드 콜먼 등이 주연으로 출연하였고 데이빗 O. 셀즈닉 등이 제작에 참여하였다.

## 출연

### 주연
- 로널드 콜먼
- 엘리자베스 앨런

### 조연
- 에드나 메이 올리버
- 레지날드 오웬
- 배질 라스본
- 블랑쉬 유르카
- 헨리 B. 월탈
- 도널드 우즈
- 월터 캐틀렛
- 프리츠 레이버
- H.B. 워너
- 밋첼 루이스
- 클로드 갤링워터
- 빌리 베밴
- 이사벨 주얼
- 툴리 마샬
- 에이리 맬리언
- E. E. 클리브
- 로렌스 그랜트
- 로버트 워윅
- 랄프 해롤드
- 존 데이비슨
- 바로우 보랜드

## 기타
- 원작자: 찰스 디킨스
- 미술: 세드릭 기븐스